# 村山斉
村山 斉（むらやま ひとし、1964年3月21日 - ）は、日本の物理学者。専門は素粒子理論。学位は、理学博士（東京大学・1991年）。東京大学カブリ数物連携宇宙研究機構初代機構長。リニアコライダー・コラボレーション副ディレクター。日本とアメリカを行き来しつつ活動している。

## 概略

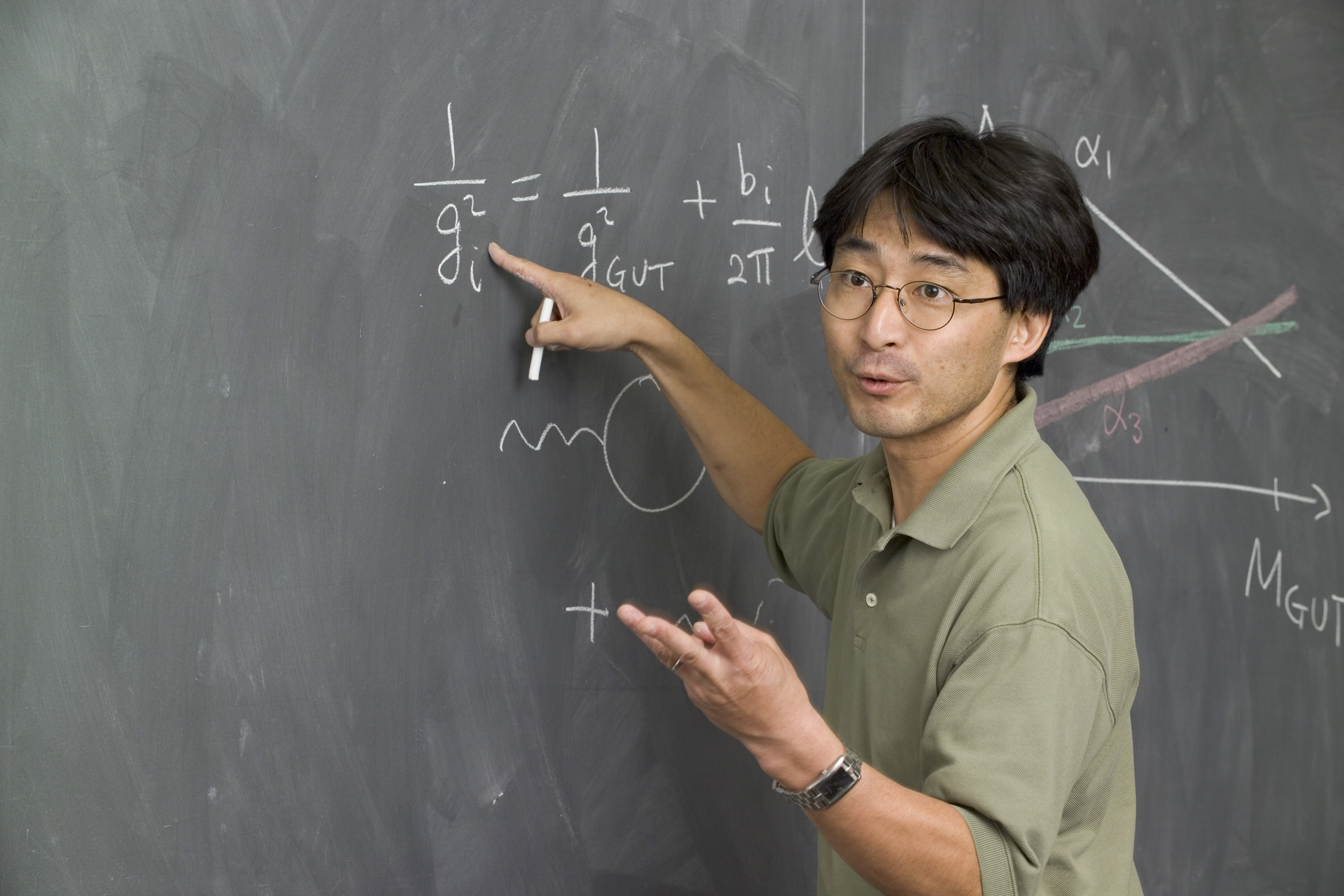
2005年5月26日、黒板の前で解説。

父良昌は日立製作所の半導体の研究者だった。幼少のころはかなりの病弱で学校を休むことが多かったが、家で体調が良いときは勉強し、その中で寝ながらでも勉強していたと言う。算数・数学の世界に引き込まれ、小学2・3年の時点で微分・積分に手をつけた。国際基督教大学高等学校を卒業後、東京大学理学部に入学し、素粒子物理学を専攻。東北大学助手の後に渡米。現在、カリフォルニア大学バークレー校 MacAdams 冠教授。2018年までは東京大学カブリ数物連携宇宙研究機構（カブリIPMU）機構長（特任教授）であった。
主な研究分野は超対称性理論、ニュートリノなどである。

## 人物
- 気さくな人柄で知られる。メディアにもよくTシャツ姿で登場する。
- 趣味は自転車、コントラバス。学生時代には東京大学音楽部管弦楽団に所属しており、授業そっちのけで朝早くに登校して翌日が休みの日であれば夜中近くまでひたすらコントラバスの練習に明け暮れていたという[3]。
- 学生時代は前述のようにかなりの病弱であり、まともに机に座ることも出来ないときもあるなど、勉強もままならなかったという。

## 略歴
- 西ドイツ時代のデュッセルドルフに4年間在住（小6〜中3、デュッセルドルフ日本人学校8期生[4]）[5]。
- 1982年 : 国際基督教大学高等学校卒業。
- 1986年 : 東京大学理学部物理学科卒業。
- 1991年 : 東京大学大学院理学研究科物理学専攻博士課程修了。理学博士の学位を取得。
- 1991年 : 東北大学助手。
- 1993年 : ローレンス・バークレー国立研究所研究員。
- 1995年 : カリフォルニア大学バークレー校助教授。
- 1998年 : カリフォルニア大学バークレー校准教授。
- 2000年 : カリフォルニア大学バークレー校教授。
- 2002年 : 西宮湯川記念賞受賞。
- 2003年 : Fellow of American Physical Society
- 2004年 : カリフォルニア大学バークレー校MacAdams 冠教授。
- 2007年 : 東京大学数物連携宇宙研究機構初代機構長（ - 2018年10月）、特任教授。
- 2010年 : 初めての著書『宇宙は何でできているのか』がベストセラーに。
- 2011年 : 『宇宙は何でできているのか』により新書大賞2011の大賞を受賞。
- 2012年5月9日 : カブリ財団会長と共に野田首相を表敬訪問[6]。
- 2012年9月 : 国際社会で顕著な活動を行い世界で『日本』の発信に貢献した業績をもとに、外国人プレス関係者により構成される、世界で活躍し『日本』を発信する日本人プロジェクトより、内閣府から世界で活躍し『日本』を発信する日本人の一人に選出。
- 2013年2月22日 : リニアコライダー・コラボレーション(LCC)発足に伴い副ディレクターに就任
- 2013年3月27日 : 小柴昌俊氏やLCCディレクターらとともに安倍首相を表敬訪問
- 2013年4月24日 : ロバート・デニーロらとともにアメリカ芸術科学アカデミー会員に選出。

## 著書
- 『宇宙は何でできているのか』（幻冬舎、2010年9月28日） ISBN 978-4344981881
- 『宇宙に終わりはあるのか？―素粒子が解き明かす宇宙の歴史』（ナノオプトニクスエナジー出版局、2010年10月） ISBN 978-4764955172
- 『宇宙は本当にひとつなのか―最新宇宙論入門 』（講談社、2011年7月21日） ISBN 978-4062577311
- 『宇宙はなぜこんなにうまくできているのか』（集英社インターナショナル、2012年1月31日） ISBN 978-4797672237
- 『宇宙になぜ我々が存在するのか』（講談社、2013年1月17日）ISBN 978-4062577991
- 『村山さん、宇宙はどこまでわかったんですか? ビッグバンからヒッグス粒子へ』（朝日新聞出版、2013年4月12日）ISBN 4022735007 - 朝日新聞の科学記者・編集委員によるインタビュー形式
- 『宇宙を創る実験』（集英社、2014年12月17日）ISBN 978-4-08-720768-2
- 『宇宙はなぜ美しいのか 究極の「宇宙の法則」を目指して』（幻冬舎、2021年11月25日）ISBN 978-4-344-98640-4

## オンライン公開講座
- 「宇宙の特異点、ビッグバンとブラックホール」— 公開講座「特異」2009 by 東京大学 - iTunes U
- From the Big Bang to Dark Energy（ビッグバンからダークエネルギーまで）（英語） （2013年9月3日から4週間）- コーセラ

## セミナー・講演会

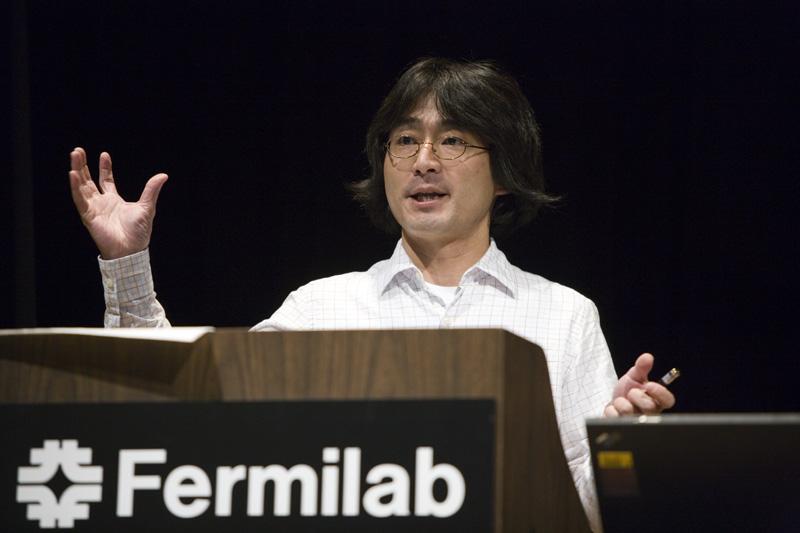
2007年11月、ワークショップにて。

- 2008年10月25日 : 東京大学柏キャンパス一般公開 特別講演会 「消えた反物質の謎」
- 2010年5月15日 : TEDxTokyo (映像 - YouTube)（日本語）（映像 - YouTube)（英語）
- 2011年7月16日 : 『二十歳の君へ』第二回 池上高志×村山斉トークセッション 東大駒場コミュニケーションプラザ
- 2011年11月15日 : 夕学五十講「宇宙に終わりはあるのか」慶應MCC
- 2012年2月4日 : 《第211回新宿セミナー@Kinokuniya》 村山斉講演会「宇宙はなぜこんなにうまくできているのか」
- 2013年3月24日 : 最先端研究開発支援プログラム 村山プロジェクト一般講演会「宇宙の？に挑む〜私たちがここに存在する不思議〜」 東京大学・伊藤謝恩ホール（本郷キャンパス）
- 2013年11月14日 : LCWS13一般講演会「ビッグバンから138億年宇宙はいま」 〜宇宙観測から加速器実験まで〜 東京大学・伊藤謝恩ホール（本郷キャンパス）
- 2016年 : ヴォルフガング・パウル記念講座 ライン・フリードリヒ・ヴィルヘルム大学ボン[7]

## 出演情報
- 2011年3月18日 : 金曜スーパープライム 「池上彰くんに教えたい10のニュース」 日本テレビ
- 2011年5月24日 : コズミックフロント 「ガリレオから始まる驚異の大宇宙」 NHK
- 2011年6月26日 : ガリレオX 「暗黒物質の謎 宇宙を満たす未知の存在」 BSフジ
- 2011年10月9日 : 奇跡の地球物語〜近未来創造サイエンス 「Episode95 ニッポンの頭脳 宇宙に挑む天才たち」 テレビ朝日
- 2012年1月12日 : 科学朝日 「素粒子物理実験が騒がしい」 朝日ニュースター（テキスト化記事 - WEBRONZA）
- 2012年2月9日 : 爆笑問題のニッポンの教養 「宇宙の果てまで連れてって」 NHK
- 2012年7月19日 :  クローズアップ現代 「“世紀の発見”ヒッグス粒子」 NHK
- 2012年12月15日・12月22日 : 夢★夢Engine! TBSラジオ
- 2013年2月6日 : クローズアップ現代 「ヒッグス粒子を超えろ〜日本の巨大加速器計画〜」 NHK
- 2013年4月11日 : コズミックフロント 「“宇宙の終わり”に迫れ」 NHK
- 2017年2月9日 : コズミックフロント☆NEXT「村山斉の宇宙をめぐる大冒険 宇宙の始まりを探る」
- 2017年2月16日 : コズミックフロント☆NEXT「村山斉の宇宙をめぐる大冒険 宇宙に終わりはあるのか？」NHK BSP[8]
- 2018年4月19日 : コズミックフロント☆NEXT「村山斉の宇宙をめぐる大冒険 私たちはなぜ存在するのか」NHK BSP[9]
- 2019年2月20日 : 最後の講義「物理学者　村山斉」NHK BS1
- 2022年1月27日 : アフター6ジャンクション（TBSラジオ） - 宇多丸と宇内梨沙を相手に約20分、主に映画『ドント・ルック・アップ』や『インターステラー』について知見を述べた。
- 2022年6月28日 : NHKアカデミア 題3回（NHK Eテレ） - 「宇宙も人生も数学で書かれている」とのテーマで話す[10]。

## 掲載情報
- 朝日新聞 : 「ひと」（2008年1月5日付）
- be (朝日新聞) : フロント・ランナー（2011年5月21日）東大数物連携宇宙研究機構長 村山斉さん 宇宙を探求、最前線から語る
- 大学ジャーナル : 宇宙の根源的問題に挑む 最新宇宙論（2011年 5月号、6月号、7月号、9月号、12月号）
- 読売新聞 : 「新春 論点スペシャル ニッポンの元気」（2012年1月5日）
- RIKEN NEWS（理化学研究所） : 野依良治氏との対談「未知に挑み新しい価値を生み出す」 No.381 (PDF) （2013年3月）
- 週刊文春 : 阿川佐和子のこの人に会いたい（2013年8月8日号）
- 朝日新聞 コラム「村山斉の時空自在」：2019年4月から2021年3月までの2年間、隔週で掲載（全48回）。素粒子や宇宙について書いていたが、連載途中からコロナ禍に陥り、米国社会や大学の状況、自身の心身の変化についても書いた。